# Adrea Cocagi
Pas d'image ? Cliquez ici

a Compétitions nationales et continentales officielles uniquement.

b Matchs officiels uniquement.
Dernière mise à jour le 19 mai 2025.
Adrea Cocagi, né le 1er mars 1994 à Nuku, est un joueur fidjien de rugby à XV évoluant au poste de centre avec le Castres olympique.

## Biographie

### Jeunesse et formation
Adrea Cocagi commence le rugby à l'âge de six ans sur son île natale avant de rejoindre l'Italie à l'âge de dix-huit ans. Au printemps 2013, il s'engage le centre de formation du Stade français Paris,.

### Carrière en club
Adrea Cocagi joue 14 matchs avec L'Aquila Rugby dans le championnat italien.
Il ne fait aucune apparition en Top 14 lors de la saison 2013-2014 avec le Stade français mais joue 6 matchs de challenge européen pour un essai marqué.
En 2014, il rejoint la Pro D2 et le club de Tarbes Pyrénées rugby.
En mars 2016, il décide de quitter Tarbes à l'issue de la saison pour rejoindre pour deux saisons l'USA Perpignan à partir de la saison 2016-2017. En octobre 2017, il prolonge son contrat jusqu'en 2020. En décembre 2018, il est suspendu neuf semaines pour avoir frappé dangereusement avec son épaule le joueur Matt Healy (Connacht) lors de la quatrième journée du challenge européen. Il est sacré en 2018 champion de Pro D2 et monte en Top 14 avec son club de Perpignan.
En juin 2020, il s'engage avec le Castres olympique. En avril 2022, il prolonge son contrat avec le club castrais pour trois saisons supplémentaires, soit jusqu'en 2025. En mai 2024, il se réengage cette fois jusqu'en 2026.

### Carrière internationale
Adrea Cocagi participe à la Coupe du monde junior 2014 avec l'équipe des Fidji des moins de 20 ans.
Il obtient sa première sélection avec l'équipe des Fidji le 12 novembre 2022 contre l'Irlande à Dublin.
Retenu pour dans le groupe élargi pour préparer la Coupe du monde 2023 en France, il n'est cependant pas sélectionné au sein du groupe définitif,. 

## Palmarès
- Vainqueur du Championnat de France de 2e division en 2018 avec l'USA Perpignan.
- Finaliste du Championnat de France en 2022 avec le Castres olympique.